# Zophiuma lobulata
Zophiuma lobulata är en insektsart som beskrevs av Ghauri 1967. Zophiuma lobulata ingår i släktet Zophiuma och familjen Lophopidae. Inga underarter finns listade i Catalogue of Life.